# Microctenochira danielssoni
Microctenochira danielssoni is een keversoort uit de familie bladkevers (Chrysomelidae). De wetenschappelijke naam van de soort werd in 1995 gepubliceerd door Borowiec in Swietojanska & Borowiec.